# Dokmeester
Een dokmeester is een stadsambtenaar van de haven van Antwerpen, die toezicht houdt in zijn toegewezen sectie in de haven.

## Functies
Dokmeesters houden toezicht op verschillende havenactiviteiten. Ze zien toe op de veiligheid in de haven en manen lichters aan om te verhalen als die op een onveilige plaats liggen. Zo komen ze ook tussen bij brand, overflow van stookolie, laden/lossen van tankschepen en als de ligplaats moet vrijgemaakt worden voor zeevaart. Ligplaatsen worden door de dokmeester vrij van binnenvaart gemaakt, als daar er een zeeschip verwacht wordt. Daar is reden voor: er zijn voor zeeschepen veel minder dan ligplaatsen dan voor binnenschepen. Een zeeschip kan alleen bij een ligplaats afmeren met voldoende diepgang en binnenschepen steken minder diep. Dokmeesters zijn ook bevoegd om processen verbaal uit te schrijven. Onbemande lichters kunnen ambtelijk verhaald worden als ze op de meerplaats liggen van aankomende zeeschepen.
Als een zeeschip niet tijdig kan vertrekken informeert de dokmeester bij de kapitein naar de reden.

## Geschiedenis
Vroeger, in de 16e eeuw en later, werden deze functies uitgeoefend door kaaimeesters. De werkwijze is bijna hetzelfde gebleven, alleen mogen de huidige dokmeesters geen lig- of havengelden ontvangen of recht hebben op 1/3 van een boete, zoals eertijds.

## Port authority supervisor (PAS)
De dokmeester werkt samen met de supervisor. Deze persoon is in de haven van Antwerpen iemand die toezicht houdt over de dokmeesters en hun werkzaamheden in de respectieve secties. Zij behoren tot het autonoom gemeentelijk havenbedrijf Haven van Antwerpen.